# Rotovž, Slovenska Bistrica
Rotovški stolp v Slovenski Bistrici ima ključni položaj na Trgu svobode, verjetno je, da je bila v 2. polovici 18. stoletja temeljito prezidana.
Stavba, ki je enonadstropna, ima na severni strani fasadni stolpič z zvonasto-laternasto streho z zaobljenimi ogli in urnimi številčnicami. Vežo pokriva poznobaročni banjski obok s sosvodnicami. Pritlični prostori in veža v 1. nadstropju so obokani.